# بيل هانراهان
بيل هانراهان (بالإنجليزية: Bill Hanrahan)‏ هو مقدم برامج إذاعية أمريكي، ولد في 14 سبتمبر 1918، وتوفي في 7 أغسطس 1996 في فيرفيلد في الولايات المتحدة.

## وصلات خارجية
- بيل هانراهان على موقع IMDb (الإنجليزية)